# Ruskowci
Ruskowci (bułg. Русковци) – wieś w Bułgarii, w obwodzie Wielkie Tyrnowo, w gminie Wielkie Tyrnowo. Wieś wymarła.
W 1934 roku wieś liczyła 57 mieszkańców. Obecnie nie ma tu stałej populacji. Terytorium wsi zostało dołączone to terenu Rajkowci.